# Calamus periacanthus
Calamus periacanthus là loài thực vật có hoa thuộc họ Arecaceae. Loài này được Miq. mô tả khoa học đầu tiên năm 1861.